# Teodor Teodorow

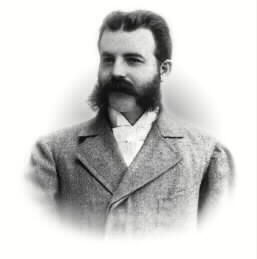
Teodor Teodorow

Teodor Iwanowitsch Teodorow (bulgarisch Теодор Теодоров; * 8. April 1859 in Elena; † 5. August 1924 in Borowez, bei Samokow) war ein bulgarischer Politiker und Ministerpräsident.

## Studium und berufliche Laufbahn
Nach dem Schulbesuch absolvierte er ein Studium der Rechtswissenschaften an den Universitäten von Odessa und Paris. Nach dem Abschluss des Studiums 1886 war er als Rechtsanwalt tätig.

## Abgeordneter und Minister
Teodorow begann seine politische Laufbahn 1894 mit der Wahl zum Abgeordneten der Nationalversammlung, der er bis 1923 angehörte. Bereits in seiner ersten Wahlzeit war er vom 15. Oktober 1894 bis zum 10. Oktober 1896 Präsident der Nationalversammlung.
Zusätzlich wurde er am 22. Februar 1896 zum Justizminister in das Kabinett von Konstantin Stoilow berufen. Dieses Amt übte er bis zum 7. September 1897 aus. Im Anschluss daran wurde er von Stoilow erstmals zum Finanzminister ernannt und bekleidete dieses Amt bis zum 30. Januar 1899 aus.
Nach seinem Ausscheiden aus dem Kabinett wurde er zunächst Öffentlicher Ankläger (Staatsanwalt) am Bezirksgericht von Sofia und dann anschließend Richter am Appellationsgericht. Während dieser Zeit gehörte er auch einer Kommission zur Reform des Justizwesens, die 1911 die Einführung des Verwaltungsprozessrechts und die Gründung eines Obersten Verwaltungsgerichts beschloss.
Am 29. März 1911 wurde er von Iwan Geschow in dessen Kabinett wieder zum Finanzminister berufen. Nach dem Ende von dessen Regierungszeit am 14. Juni 1913 übernahm er dieses Amt auch in der nur bis zum 17. Juli 1913 amtierenden Übergangsregierung von Stojan Danew.

## Ministerpräsident von 1918 bis 1919
Nach dem Ende des Ersten Weltkrieges wurde er am 28. November 1918 als Nachfolger von Aleksandar Malinow selbst zum Ministerpräsidenten ernannt. Dieses Amt übte er bis zum 6. Oktober 1919 aus und bekleidete in dieser Zeit zugleich das Amt des Ministers für Auswärtige Angelegenheiten und Religionen. In diesem Amt gehörte er dem Vorgängerkabinett bereits seit dem 17. Oktober 1918 an.
Als Ministerpräsident war er Leiter der bulgarischen Delegation bei der Pariser Friedenskonferenz 1919, auf der nach dem Ende seiner Amtszeit am 27. November 1919 der Vertrag von Neuilly-sur-Seine geschlossen wurde, durch den man die Stärke des bulgarischen Heeres auf 20.000 Soldaten beschränkte. Bulgarien musste außerdem mehrere kleinere Gebiete im Westen an Jugoslawien abtreten. Außerdem fiel der bulgarisch beherrschte Teil Thrakiens an Griechenland (Westthrakien).
Im Anschluss daran zog er sich weitgehend aus der Politik zurück, nahm aber im Juni 1923 an den Vorbereitungen zum Staatsstreich gegen seinen Nachfolger als Ministerpräsident, Aleksandar Stambolijski, teil.